# Ampondra
Ampondra est une commune rurale malgache, située dans la partie nord-est de la région de Sava dans le District de Vohémar.